# Eiche Fetscherplatz

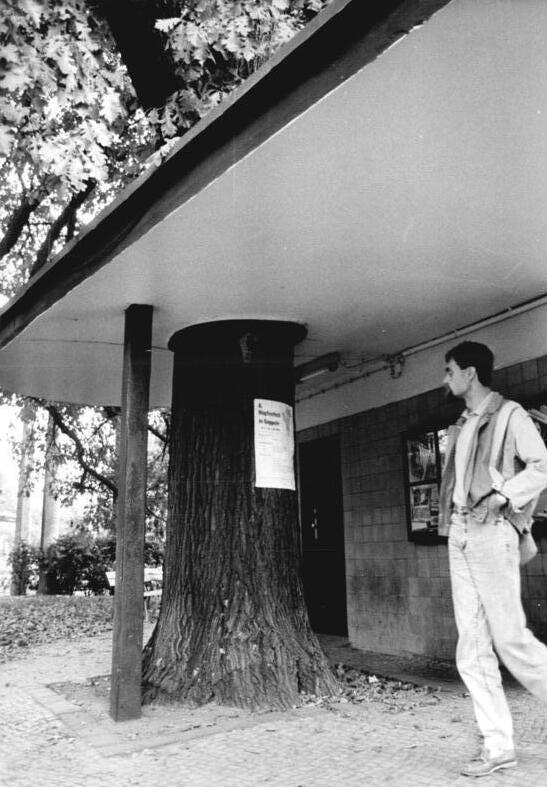
Eiche und Kiosk, 1989

Die Eiche Fetscherplatz ist ein als Einzelbaum ausgewiesenes Naturdenkmal (ND 27) in der Dresdner Johannstadt. Die Leierblättrige Eiche (Quercus lyrata), eine in Nordamerika heimische Art, steht wegen ihrer Größe und der den Fetscherplatz beherrschenden Wirkung unter Schutz. Sie weist eine Höhe von etwa 25 Metern, einen Kronendurchmesser von etwa 32 Metern sowie einen Stammumfang von 3,35 Metern auf.

## Geschichte

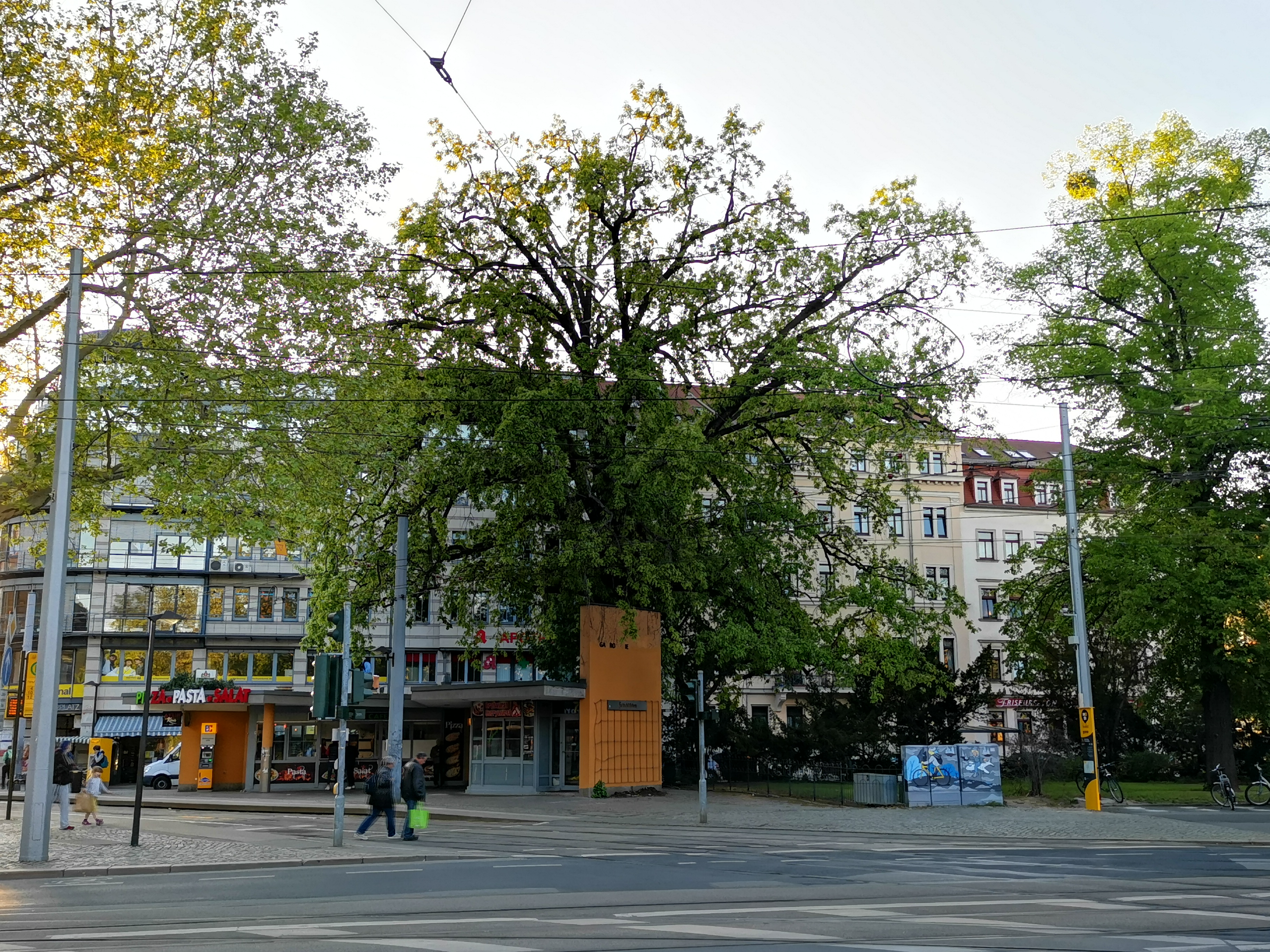
Leierblättrige Eiche am Fetscherplatz, Mai 2020

Die Bebauung in diesem Teil der Johannstadt setzte im letzten Drittel des 19. Jahrhunderts ein. Um 1900 wurde der Baum auf dem Fetscherplatz, dem damaligen Fürstenplatz, gepflanzt. Die Freifläche, auf der die Eiche steht, erfuhr durch die Umtrassierung der Straßenbahn eine deutliche Verkleinerung. Ein Wartehallen-Kiosk an der gut frequentierten Straßenbahnhaltestelle vor dem Baum wurde 1949 vom Architekten Herbert Schneider derart geplant, dass dieser Kiosk dicht am Baum steht und sein Unterstelldach den Stamm umfasst. Die an dieser Stelle um den Stamm liegende Manschette musste in den 1970er Jahren erstmals aufgeweitet werden.
Dieses prächtige Exemplar der in Europa seltenen Art wurde mit Beschluss-Nr. 266/85 vom 3. Januar 1985 durch den Rat der Stadt Dresden unter Schutz gestellt. Im damaligen Stadtbezirk Dresden-Mitte zeitgleich geschützt wurden die Platane Albertplatz in der Neustadt und der Eisenholzbaum Mozartstraße in Strehlen.

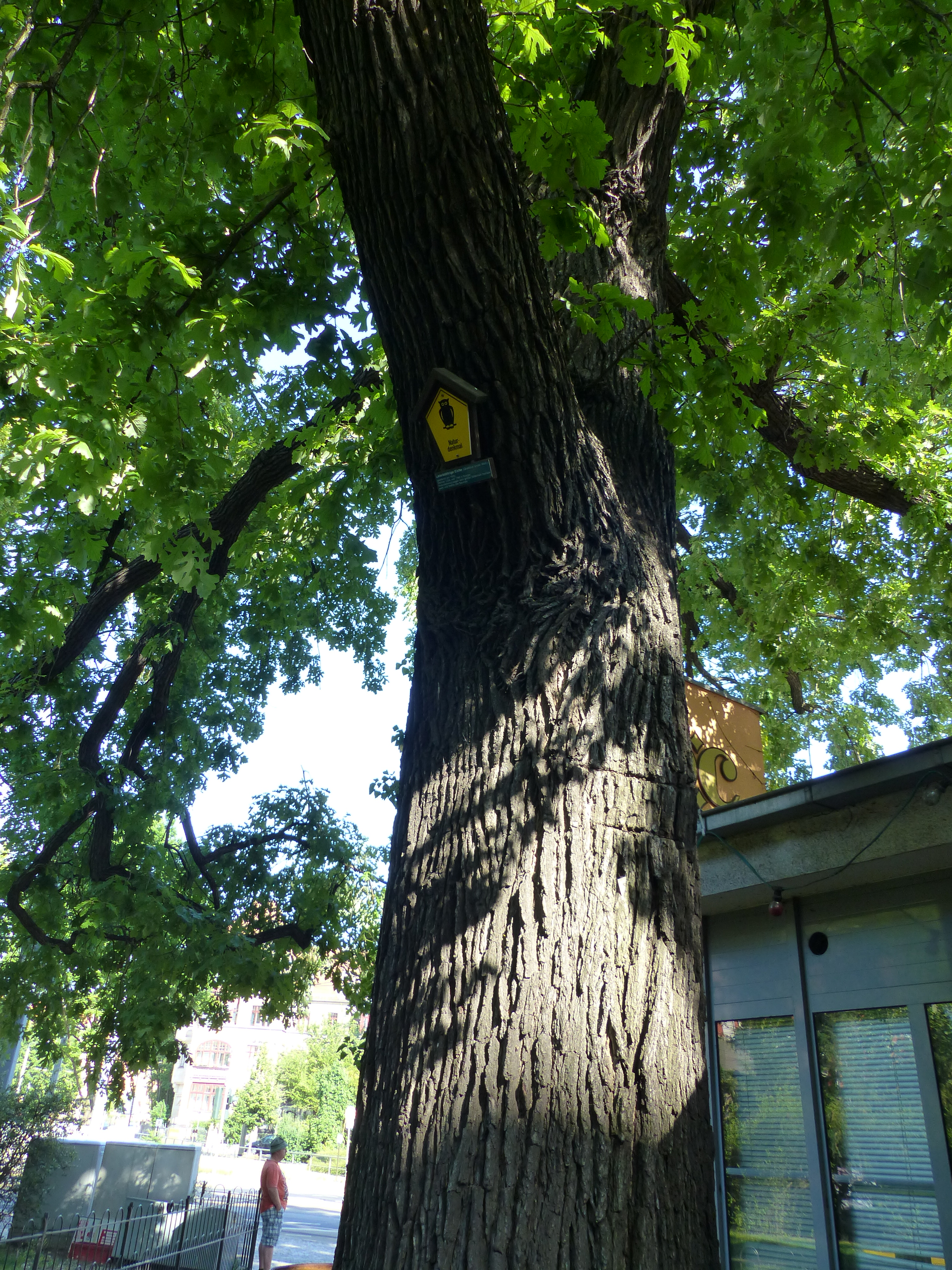
Erkennbare Spuren der Einschnürung, 2014

Nach der Wende, Anfang der 1990er Jahre, war die Manschette abermals zu eng geworden und drohte in den Stamm einzuwachsen. Nach dem verfallsbedingten Abriss des Kiosks wurde bei der anschließenden Neubebauung auf eine derartige Umfassung des Stamms verzichtet.
Durch ein Sturmtief am Pfingstsonntag 2025 kam es zum Abbruch eines größeren Astes, der auf das benachbarte gastronomische Kiosk fiel.
An der südwärts nächsten Kreuzung der Fetscherstraße liegt die Wallotstraße. Die dortigen Krim-Linden sind seit 1999 ebenfalls geschützt.